# Chevrolet Express

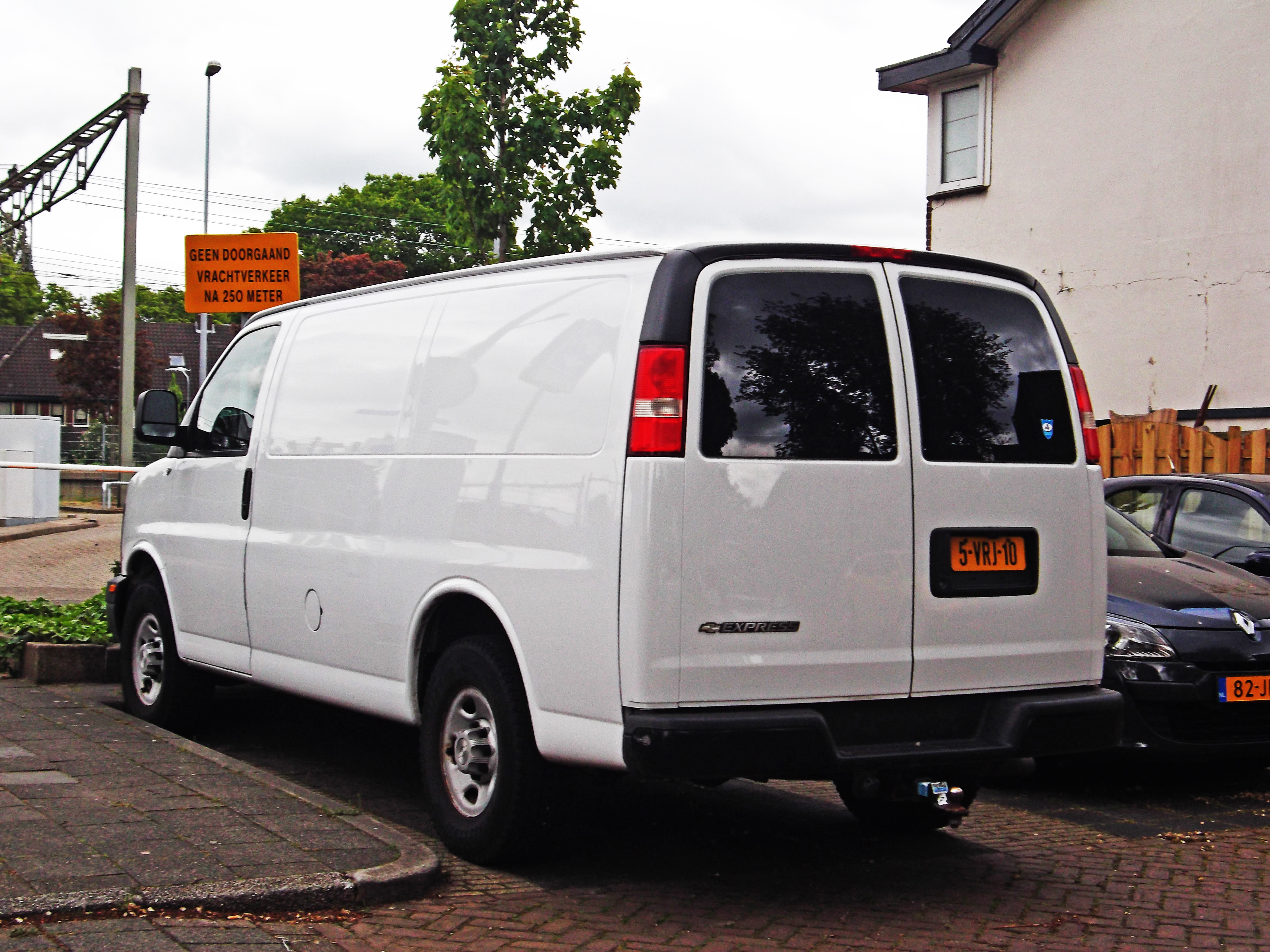
Heckansicht

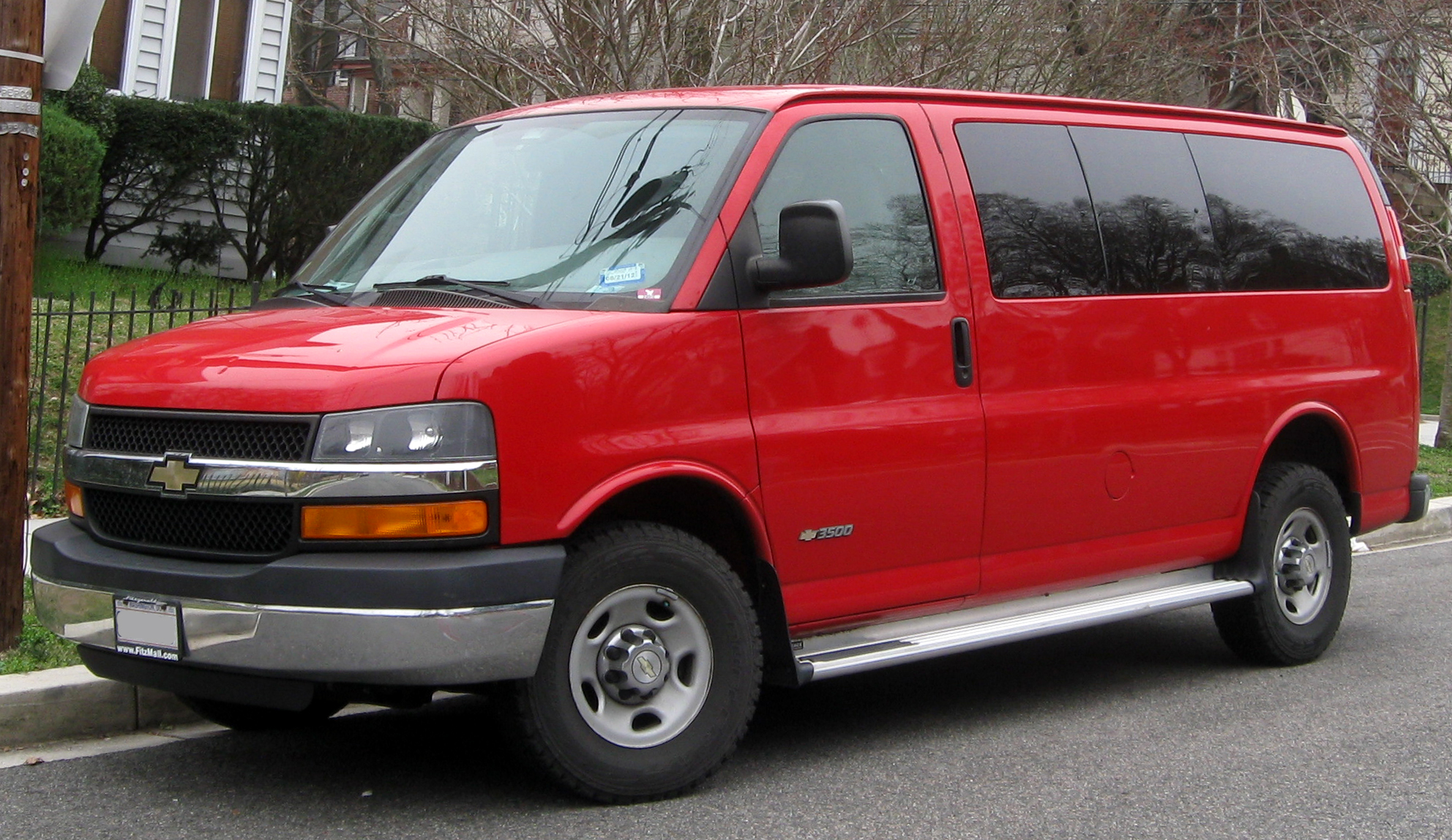
Frontansicht mit großen Scheinwerfern

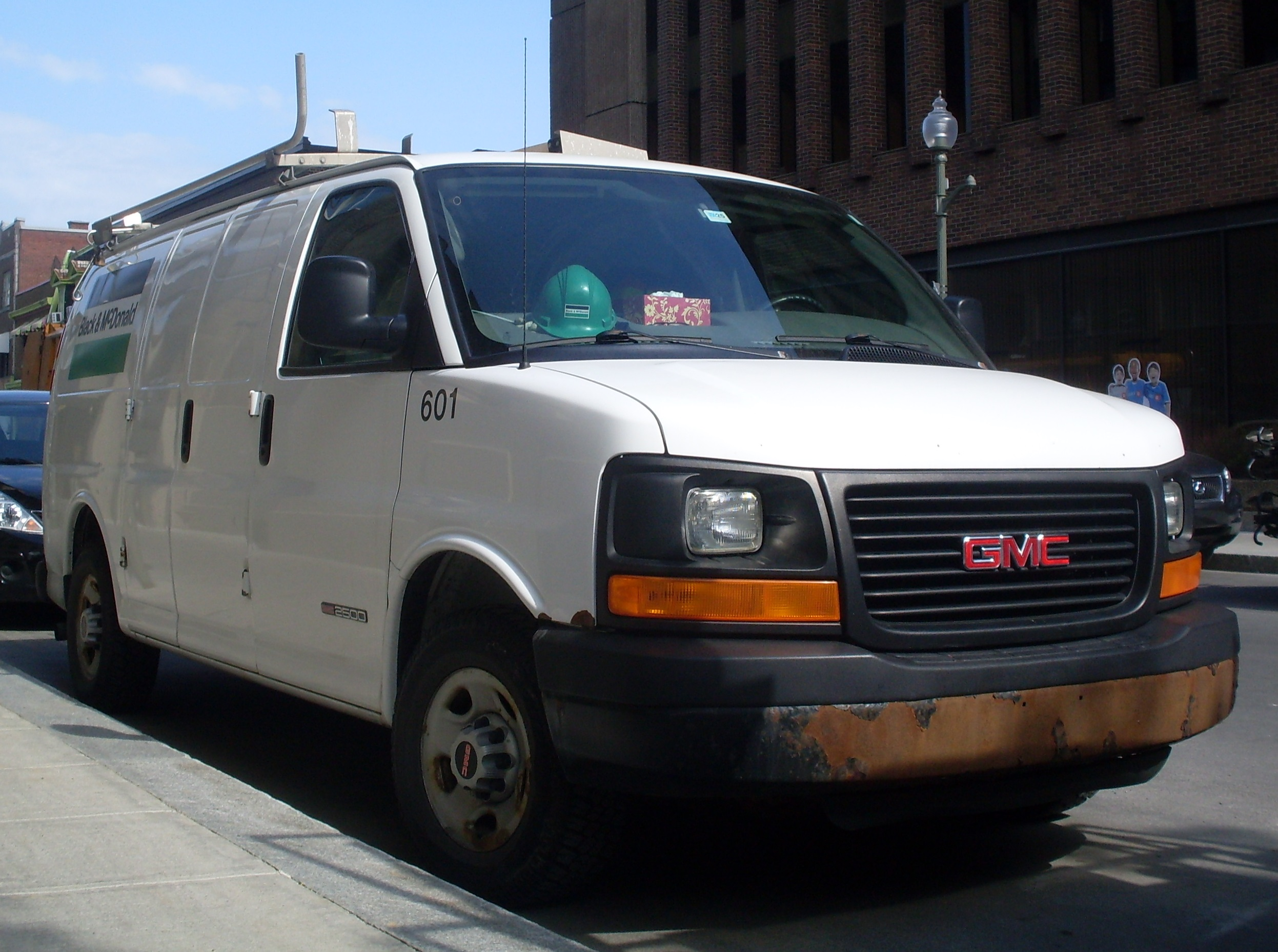
Frontansicht GMC-Version

Der Chevrolet Express und fast baugleiche GMC Savana sind Kleintransporter von General Motors. Als Chevrolet Express Max wird in Mexiko seit 2025 ein Kleintransporter auf Basis des chinesischen Maxus V70 angeboten.

## Modellgeschichte und Motoren

### Modelljahr 1996 bis Modelljahr 2002
Von Modelljahr 1996 bis Modelljahr 2002 war die GMT-600-Plattform die Basis für das Fahrzeug. Die Motoren sind nach europäischen Maßstäben großvolumig. In diesem Zeitraum waren als Motorisierungen ein 4,3-Liter-V6-Ottomotor mit einer maximalen Leistung von 195 hp (145 kW), ein 5,0-Liter-V8-Ottomotor mit einer maximalen Leistung von 220 hp (164 kW), ein 5,7-Liter-V8-Ottomotor mit einer maximalen Leistung von 250 hp (186 kW), ein 7,4-Liter-V8-Ottomotor mit einer maximalen Leistung von 290 hp (216 kW) und ein indirekt einspritzender, turbogeladener 6,5-Liter-V8-Dieselmotor mit einer maximalen Leistung von 190 hp (142 kW) erhältlich.

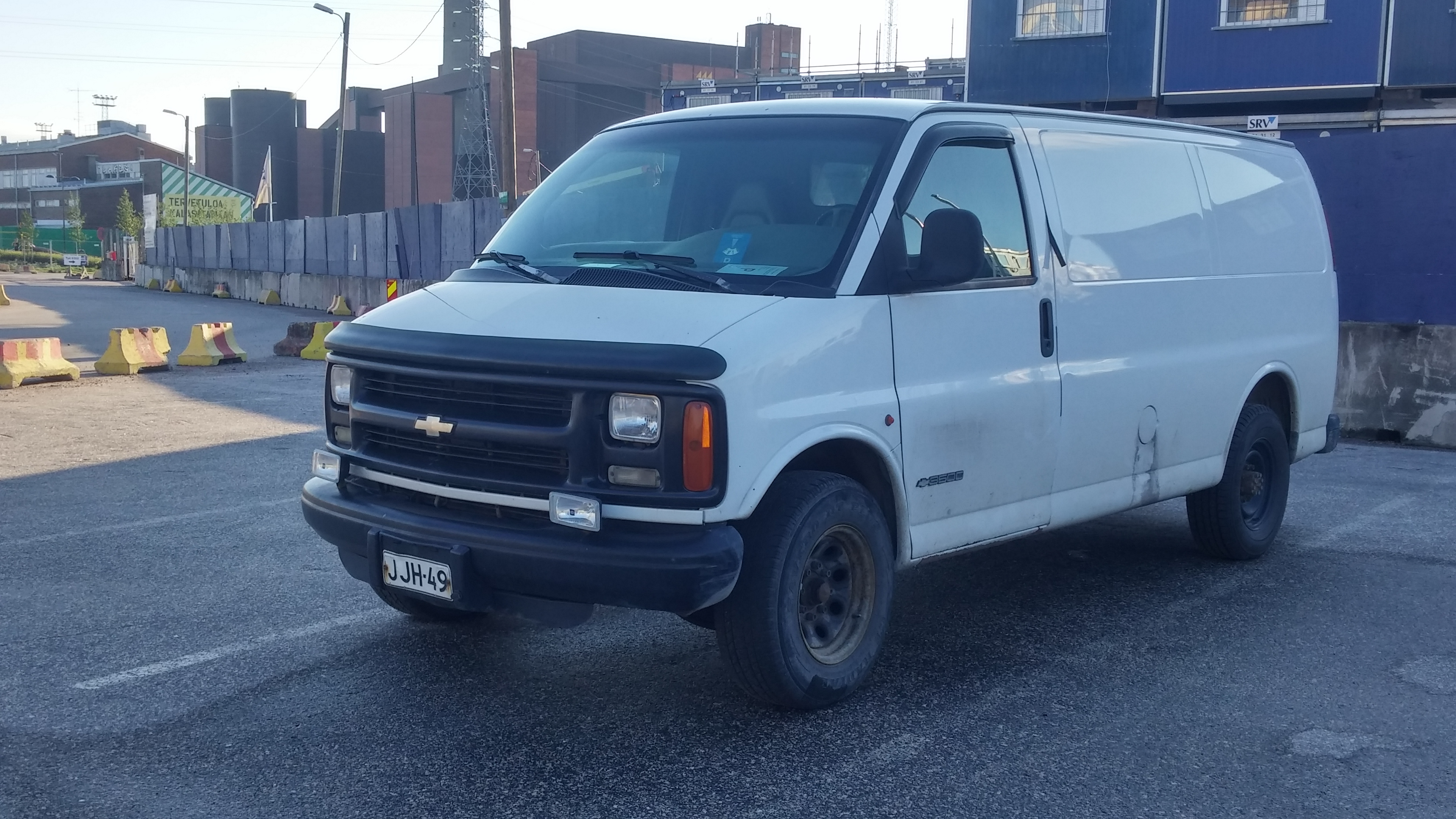
Frontansicht mit kleinen Scheinwerfern (GMT-600-Plattform)
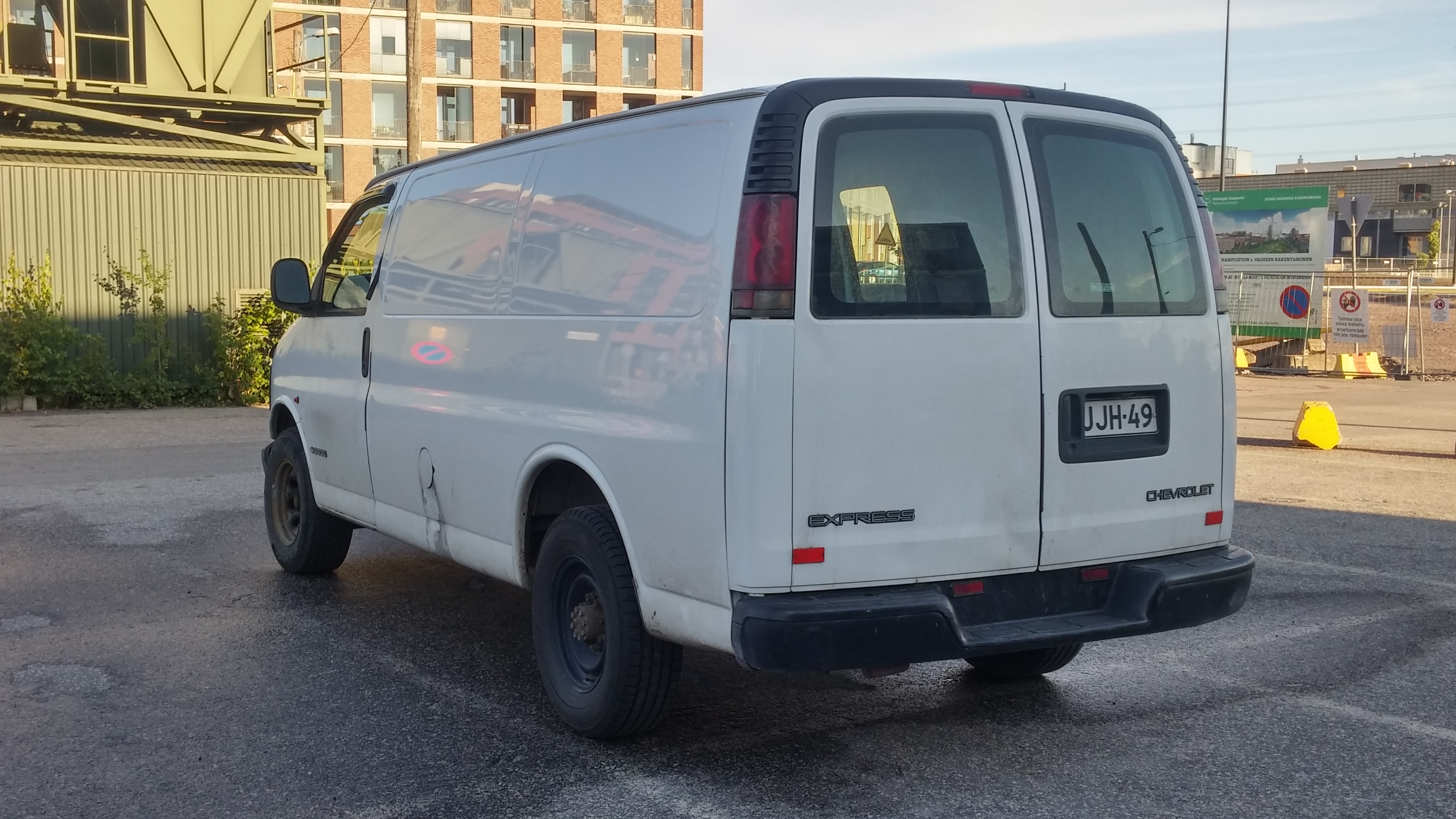
Heckansicht (GMT-600-Plattform)
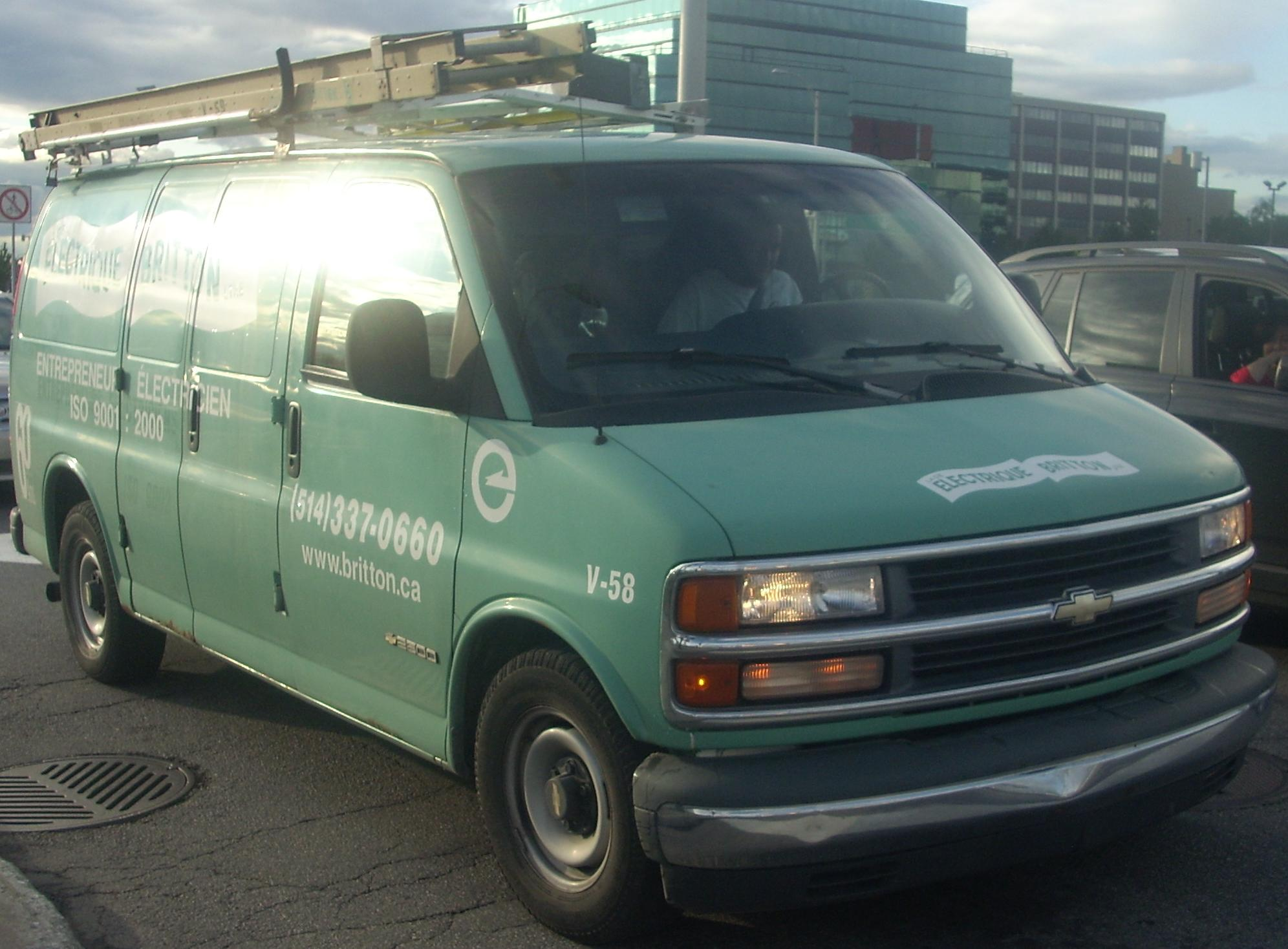
Frontansicht mit großen Scheinwerfern (GMT-600-Plattform)

### Seit Modelljahr 2003
Seit Modelljahr 2003 wird das Fahrzeug auf die GMT-610-Plattform aufgebaut. Die angebotenen Motoren sind und waren neben einigen Motoren des Modells vor dem Facelift ein 4,3-Liter-V6-Ottomotor mit einer maximalen Leistung von 200 hp (149 kW), ein 4,8-Liter-V8-Ottomotor mit einer maximalen Leistung von 270 hp (201 kW), ein 5,3-Liter-V8-Ottomotor mit einer maximalen Leistung von 285 hp (213 kW), ein 6,0-Liter-V8-Ottomotor mit einer maximalen Leistung von 300 hp (224 kW) bzw. 345 hp (257 kW), 8,1-Liter-V8-Ottomotor, ein turbogeladener 6,6-Liter-V8-Dieselmotor mit einer maximalen Leistung von anfangs 250 hp (186 kW), später 260 hp (194 kW) und ein turbogeladener 2,8-Liter-R4-Dieselmotor mit einer maximalen Leistung von 181 hp (135 kW).

## Karosserie und Sicherheit
Der Express und Savana werden als Kastenwagen (Work Van) und als Kombi (Passenger Van) mit 8 bis 15 Sitzplätzen angeboten. Seit 2004 gibt es ESP (StabiliTrak) in allen Passagier-Varianten.

## Leistungsübertragung
Als Getriebe werden 4-Gang-Automatikgetriebe vom Typ 4L60E verbaut. Das Fahrzeug ist mit Hinterradantrieb (G-Serie) und Allradantrieb (H-Serie) verfügbar.

## Verkaufszahlen
Der Express wird deutlich mehr verkauft als der Savana. Der Express und Savana hielten 29 % des US-Kleintransporter-Marktes im 2. Quartal 2018 und lagen damit auf dem zweiten Platz hinter dem Ford Transit, aber vor Renault Master und Ford-E-Series, Mercedes-Benz/Freightliner Sprinter, Dodge Ram Van und Ram ProMaster. Im Jahr 2017 wurden insgesamt 110.017 Exemplare beider Vans verkauft.